# Fishmans
A Fishmans (フィッシュマンズ, Hepburn: Fisshumanzu) egy progresszív pop együttes. 1987-ben alapult meg Tokió Minato nevű kerületében, Japánban. Ismertek voltak egyedi, pszichedelikus hangzásukról és az énekes, a néhai Shinji Sato egyedi énekéről, Kin-ichi Motegi dobjátékáról és Yuzuru Kashiwabara rocksteady stílusú basszusjátékáról. Fennállásuk alatt nem értek el komoly sikereket Japánon kívül. 1999-ben feloszlottak, miután Shinji Sato énekes váratlanul elhunyt. Azóta az együttes egy nemzetközi kultstátuszt szerzett magának, leginkább a különböző internetes fórumoknak köszönhetően. Egy 2019-es cikkben, amit a The Japan Timesban közöltek, James Hadfield azt nyilatkozta, hogy a Fishmans Aerial Camp és Long Season albumai a japán rockzene kánonjának egyik legvitathatatlanabb mérföldköveinek tekinthetők. 2004 óta a még életben lévő tagok különböző vendég előadókkal ismét koncerteznek, Fishmans+ néven. 

## Történet

### A kezdetek
A Fishmanst 1987 nyarán alapította meg Shinji Sato (ének, gitár, trombita), Kin-ichi Motegi (dobok, vokál, sampler) és Kensuke Ojima (gitár, vokál). Első demojuk ugyanebben az évben jelent volna meg. Ennek a demónak Sato a Blue Summer címet adta, ez azóta is befejezetlen maradt.  1988-ban kisebb kisebb klubokban kezdtek koncertezni, és Yuzuru Kashiwabara személyében megtalálták a basszusgitárosukat is.